# Josemir Lujambio
Josemir Lujambio Llanes (Durazno, 25 settembre 1971) è un ex calciatore uruguaiano, di ruolo attaccante.